# Stomatolina
Stomatolina is een geslacht van weekdieren uit de klasse van de Gastropoda (slakken).

## Soorten
- Stomatolina angulata (A. Adams, 1850)
- Stomatolina calliostoma (A. Adams, 1850)
- Stomatolina danblumi Singer & Mienis, 1999
- Stomatolina mariei (Crosse, 1871)
- Stomatolina rubra (Lamarck, 1822)
- Stomatolina rufescens (Gray, 1847)
- Stomatolina sanguinea (A. Adams, 1850)